# کاخ امپراتوری سنتو
کاخ امپراتوری سنتو، سنتو گوشو (به ژاپنی: 仙洞御所, Sentō gosho)، به یک مکان واحد اشاره نمی‌کند، بلکه به هر محل سکونت امپراتورهای بازنشسته (دایجو تننو) اشاره دارد. قبل از کناره‌گیری آکیهیتو در سال ۲۰۱۹، آخرین امپراتور بازنشسته امپراتور کوکاکو بود که در سال ۱۸۱۷ بازنشسته شد و در کاخ امپراتوری سنتو ساکن شد، بنابراین این نام معمولاً به «کاخ تاریخی امپراتوری کیوتو سنتو» (京都仙洞御所) اشاره دارد.